# Adiel Dierkens
Adiel Dierkens (Oostrozebeke, 27 februari 1878 – Roeselare, 17 september 1951) was een Belgisch politicus voor de Belgische Werkliedenpartij. Hij is de grondlegger van de partij in Roeselare.

## Levensloop
Adiel Dierkens was een arbeiderszoon. Hij was bediende en wever. Mede door zijn socialistische gedachtegoed verhuisde hij naar Menen, de meest socialistische stad in het katholieke West-Vlaanderen. Hij werd er in 1906 secretaris van de socialistische vakbond. Dat jaar huwde hij met Julia Missiaen. Zij was afkomstig uit Roeselare. Haar ouders moesten door hun socialistische sympathieën naar Menen verhuizen omdat haar vader als kleermaker in die stad geen werk meer vond bij de katholieke bourgeoisie. Tijdens de Eerste Wereldoorlog werd het gezin met vele andere Menenaars uitgedreven. De familie Dierkens vond een onderkomen in Geraardsbergen. Dierkens moest onderduiken voor de Duitsers en vond een veilig onderkomen in Brussel. Na de oorlog kon de familie niet terugkeren naar het verwoeste Menen en verbleef ze een tijdlang in Moeskroen.
In 1919 werd Dierkens verkozen als lid van de Kamer van volksvertegenwoordigers voor de Belgische Werkliedenpartij. Hij verhuisde in die periode naar Roeselare waar hij de socialistische partij van de grond kreeg. Voor de gemeenteraadsverkiezingen van 1921 kon hij een onvolledige lijst verzamelen. De BWP behaalde niettemin vier zetels, waaronder een voor Dierkens. Zij werden de eerste socialistische gemeenteraadsleden in de stad. Stelselmatig zou de BWP groeien en vaste voet aan de grond krijgen. De partij bleef wel steeds in de oppositie. Er kwamen verschillende socialistische verenigingen zoals de Vrouwenbond die door Dierkens vrouw gesticht werd. Zij zou van 1925 tot haar overlijden in 1957 lid van de Commissie voor Openbare Onderstand voor de BWP zijn. Bijna die hele tijd was ze daar de enige vrouw.
Adiel Dierkens zelf bleef volksvertegenwoordiger tot de verkiezingen van 1946. Hij bleef in de gemeenteraad zetelen tot zijn overlijden in 1951.